# PlayStation Vita
PlayStation Vita（官方簡稱PS Vita，部分玩家简称PSV）是索尼電腦娛樂（SCEI）於2011年12月17日開始販售的掌上型遊戲機，開發時期的代號為Next Generation Portable（NGP）。發售初期索尼曾表示PSV并不会取代PlayStation Portable（PSP），而是兩者并存。
2013年11月16日改版的PSV-2000上市，2000型PSV除了的重量和厚度均減少之外，屏幕也由OLED換為LCD，並新增1GB儲存空間。但插入記憶卡後，內置儲存空間便無法使用。
2015年10月，索尼游戏业务高层伊藤雅康在采访中透露第一方工作室已经停止了制作PlayStation Vita游戏的计划。2019年3月1日，索尼互动娱乐宣布在日本正式停产PlayStation Vita。而現階段索尼並無計劃推出後繼機種。

## 簡介
PSV採用与东芝和IBM共同研发的ARM架構Cortex-A9四核心中央處理器，以及Imagination Technologies提供的PowerVR SGX543MP4+四核心繪圖處理器。承襲PSP的長橢圓造型設計，採用4倍解析度的5吋全彩多點觸控OLED螢幕。內建3軸加速計、3軸陀螺儀、3軸電子羅盤、全球衛星定位、雙類比搖桿、雙多點觸控面板等多樣化操作介面。配備內外兩組攝影鏡頭，支援Wi-Fi、3G行動網路和藍牙。

## 主要規格

### 硬體（PCH-1000）
- 型号：PCH-1000[6]

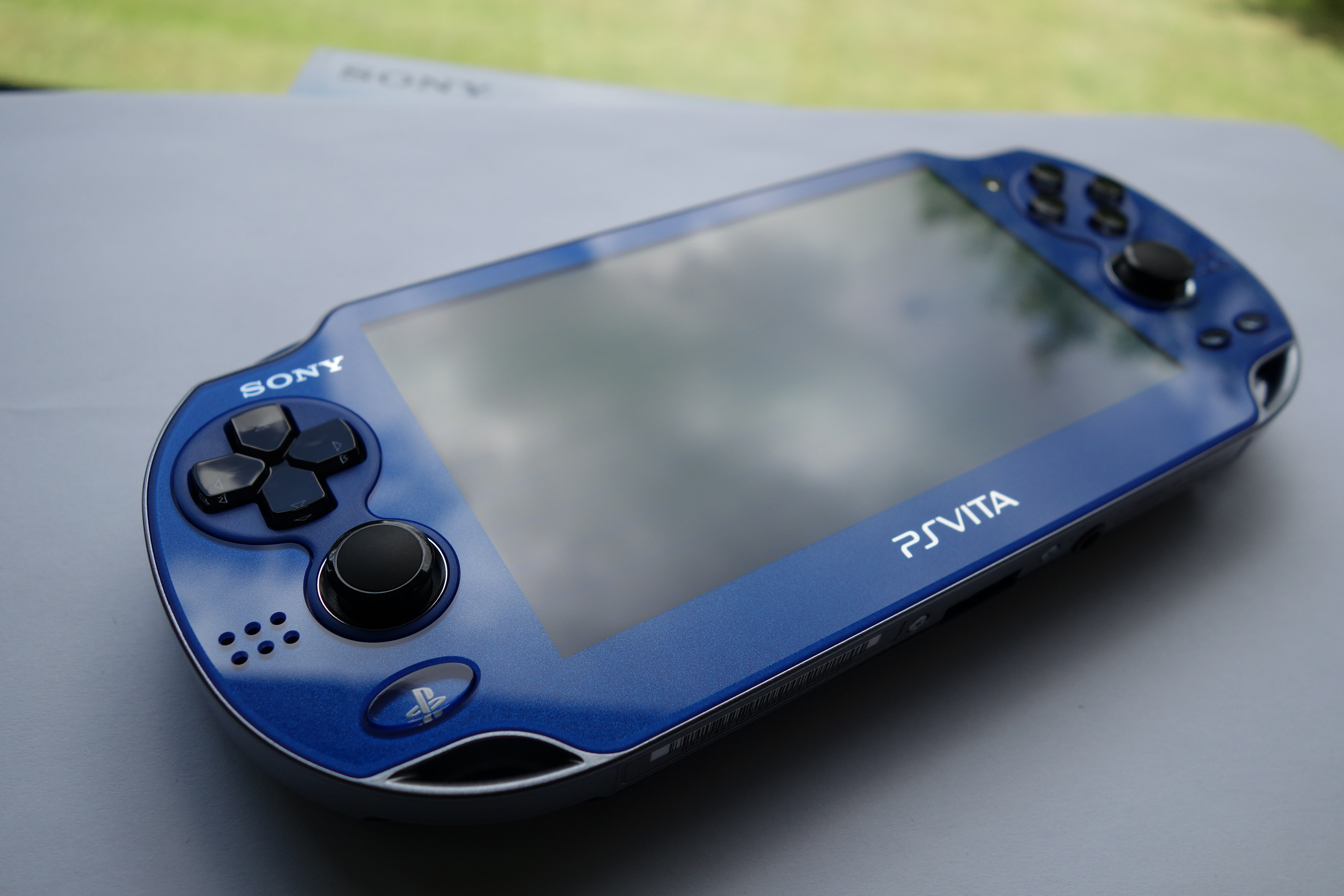
PCH-1000型號寶石藍顏色

  - PCH-1100 AA01 3G/Wi-Fi水晶黑初回50萬部限定版
  - PCH-1100 AB01 3G/Wi-Fi水晶黑
  - PCH-1000 ZA01 Wi-Fi水晶黑
  - PCH-1107 ZAZ1 3G/Wi-Fi晶瑩白初音未來限量版同捆機
  - PCH-1106 ZAZ2 3G/Wi-Fi晶瑩黑決勝時刻限量版同捆機
- 中央處理器：ARM Cortex-A9四核心處理器，時脈1GHz（遊戲等應用僅能使用其中三個核心，實際運行時脈僅能達到333MHz或444MHz）
- 圖形處理器：PowerVR SGX543MP4@200MHz
- 系統記憶體：512MB
- 圖形記憶體：128MB
- 儲存空間：沒有內置儲存空間
- 大小：182.0mm x 83.5mm x 18.6mm（長x寬x厚）
- 重量：3G/Wi-Fi 279g、Wi-Fi 260g
- 5英吋960 x 544（16:9）、約1677萬色三星電子AMOLED電容式多點觸控螢幕
- 背板電容式多點觸控（與前螢幕同為5英吋）
- 前建內建攝影機帧率：120fps@320x240（QVGA），60fps@640x480（VGA）；分辨率：最大640x480（VGA）
- 內建立體聲揚聲器、麥克風
- 3G、IEEE 802.11b/g/n標準（Wi-Fi）、藍牙2.1 + EDR A2DP/AVRCP/HSP
- 內建GPS全球衛星定位（只限3G/Wi-Fi型號）、Wi-Fi定位、電子指南針、6軸感應器（3軸加速計、3軸陀螺儀、3軸電子羅盤）
- 通訊系統：HSDPA/HSUPA
- 使用直徑3.5標準耳機孔
- 操作環境溫度：5度~35度
- 顏色：晶瑩黑、晶瑩白、星塵紅、寶石藍、冰雪銀

### 硬體（PCH-2000）
- 型號：PCH-2000

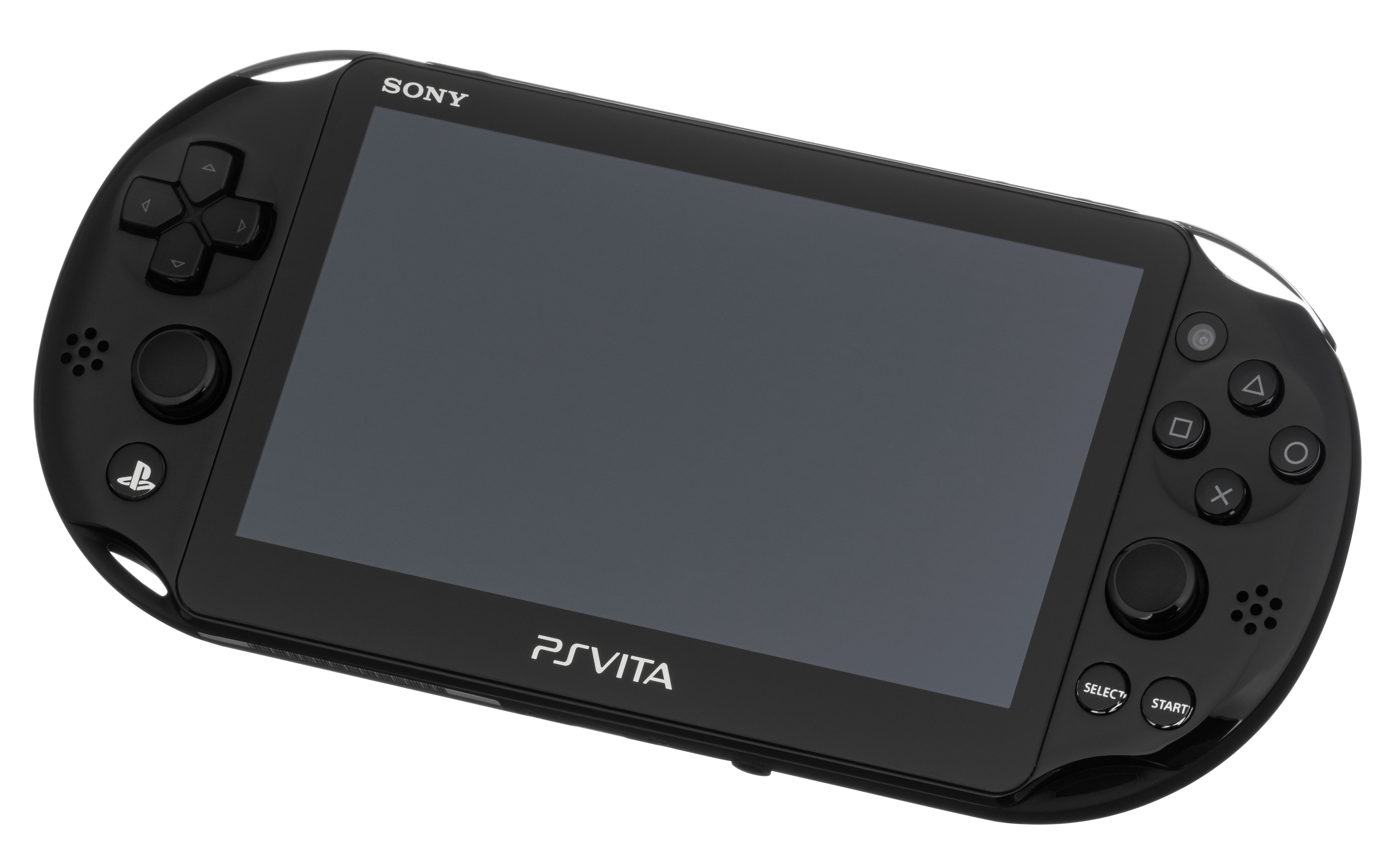
改版機外觀（PCH-2001）

- 中央處理器：ARM Cortex-A9四核心處理器
- 圖形處理器：SGX543MP4@200Mhz
- 系統記憶體：512MB
- 圖形記憶體：128MB
- 儲存空間：1GB
- 大小：183.6mm x 85.1mm x 15.0mm（長x寬x厚）
- 重量：219g
- 螢幕：5英吋960 x 544（16:9）、1600萬色,LCD電容性多點觸控螢幕
- 背面觸控板：5英吋電容式多點觸控板
- 相機：前鏡：120fps@320x240（QVGA），後鏡：60fps@640x480（VGA）；解析度：最大640x480（VGA）
- 音效：內建立體聲揚聲器、麥克風
- 無線傳輸：IEEE 802.11b/g/n標準（Wi-Fi，Infrastructure模式/Ad-Hoc模式）、藍牙2.1 + EDR（A2DP/AVRCP/HSP）
- 位置：Wi-Fi定位服務支援
- 動態感應器：六軸動態感測系統（三軸加速計、三軸陀螺儀），三軸電子羅盤
- 按鍵：PS鍵/電源鍵/方向鍵（上下左右）/動作鍵/L鍵.R鍵/左操作桿。右操作桿/START鍵.SELECT鍵/VOL + . - 鍵
- 插槽及連接端子：PlayStation Vita卡插槽.M2記憶卡插槽.Micro USB連接埠（USB資料傳輸/DC輸入/聲音傳輸[立體聲輸出/單聲道輸入]/串列數據傳輸）。直徑3.5標準耳機麥克風連接端（立體聲輸出/單聲道輸入）
- 電池：DC 3.7V 2210mAh
- 交流電轉換器：DC 5V
- 顏色：

首發共六款顏色，黑色、白色、青檸色/白色、淺藍色/白色、粉紅色/黑色和卡其色/黑色／橘色
2014年7月3日：紅色/黑色和藍色/黑色
2014年11月13日：淡粉紅色/白色

### 操作
- 5英吋多點觸控螢幕
- 5英吋背板電容式多點觸控
- PS圖示（PlayStation）按鈕
- 電源按鈕
- 十字型方向按鍵（↑、↓、←、→）
- 操作按鈕
- 兩個上部按鈕（L、R）
- 雙類比搖桿（左、右）
- 可調節音量按鈕（+/-）

### 中央處理器
PS Vita採用了當今可攜式裝置主流的ARM架构CPU，PS Vita從PSP的MIPS架構轉換到ARM架構。PS Vita採用Cortex-A9四核心處理器，其中三個用於遊戲運算，一個用於處理OS與背景程式使用。

### 繪圖處理器
PS Vita採用Imagination Technologies PowerVR SGX543MP4+四核心繪圖處理器，是一款支援OpenGL ES 2.0與Shader Model 3.0標準的內嵌式繪圖核心。採用可程式化統一著色器架構，可提供PS3世代的繪圖功能。這款內嵌式繪圖核心屬於PowerVR家族第5代的加強版，該系列獲廣泛應用在iPhone 4或iPad等高階智慧型手機和平板電腦上，是當時高階可攜式裝置的主流。

### 主要I/O

PS Vita卡（左）與PSV專用記憶卡（右）

- PS Vita卡插槽

PS Vita卡只適用於PS Vita掌上型遊戲機，PS Vita遊戲容量將控制於4GB-32GB之間，其中的5%-10%容量將用於遊戲存檔、遊戲更新。
- 記憶卡插槽

Sony擁有專利權的「PSV專用記憶卡」，起初提供4GB、8GB、16GB和32GB選擇。後來增加64GB版本 。
- SIM卡插槽（仅限3G型號）
- 多用途連接埠（用作USB資料傳輸、DC輸入、立體聲輸出/單聲道輸入；串流數據通訊）
- 耳機/麥克風連接端（立體聲迷你連接端）
- 周邊機器連接埠
- Micro USB連接埠（適用於2000型主機，取代1000型的多用途連接埠）

### 影音支援
- 音樂

MP3 MPEG - 1/2 Audio Layer 3、MP4（MPEG-4 AAC）、WAVE（Linear PCM）
- 影片

MPEG-4 Simple Profile（AAC）、H.264/MPEG-4 AVC、Hi/Main/Baseline Profile（AAC），可容納720p畫質
- 相片

JPEG（Exif 2.2.1）、TIFF、BMP、GIF、PNG

### 电池
- 首轮发售版本内置2210mAh的锂离子蓄电池组，型号为SP65M，中国製造，電壓是常見的3.7V。

续航时间
| 型号               | PCH-1000   | PCH-2000   |
| 游戏               | 约3～5小时 | 约4～6小时 |
| 视频               | 约5小时    | 约7小时    |
| 音乐（待机状态下） | 约9小时    | 约12小时   |

充电时间
| 交流电源充电 | 约2小时40分 |

## 软件

### 系统软件
Version 1.03
首发wifi日版机器搭载版本
Version 1.05
首发3G/wifi版本机器搭载版本
Version 1.50
首发港版机器搭载版本
时间：2011年12月17日
更新内容：设定）系统内Google Maps使用条款添加部分内容，更改部分设定（非官方披露）
获得更新方法：首次登陆PSN账户
Version 1.51
时间：2011年12月27日
更改PS按钮蓝色灯光在休眠状态下的闪烁规则（非官方披露）
修正了部分游戏在运行过程中游戏进度的相关问题
- 真・三國無双NEXT

Version 2.05
Version 2.10
Version 2.11
改善系統軟件的安定性
Version 2.12
改善系統軟件的安定性
Version 2.60
1，可以通过内容管理，直接用PSV端影像、音乐应用播放PS3、PC上的视频、音乐。
2，设定新增“周边设备”，蓝牙设置移动到周边设备中。
3，PS键菜单操作项更多。
4，PS+在线存档功能移动到每一个游戏LiveArea页面上方功能键中。
Version 2.61
強制更新。
小幅改善系統穩定性改善，並且針對《Everybody's Golf 6》和《夢幻之星Online 2》等遊戲運行時不穩定的問題進行改善。
Version 3.00
添加“连接PS4”应用，可以通过HOME界面启动。
添加“家长控制”应用，可以通过HOME界面启动（PS Vita TV不能使用此功能）。
在“相机”应用的LiveArea中添加“全景照相”功能（PS Vita TV不能使用此功能）。
针对“好友”功能的改进。
改变了“群组信息”应用的名称为“消息”，并提高稳定性，提供和PS4和PlayStation®App使用者的通信机制。
“Party”的图标变更，并可以与使用PS4的玩家进行语音通信。
Version 3.60
提升系统的效能。
Version 3.61
Version 3.63
Version 3.65
Version 3.67
Version 3.68
Version 3.70
Version 3.72
Version 3.73
针对系统的稳定性进行改进。
Version 3.74
现在登录PlayStation Network需要设备密码以增强对账号的保护。
PlayStation Network的账号创建和某些账号管理功能在主机上不再可用。通过PC或移动浏览器使用账号管理功能，性能、速度和安全性得到提高。

### 游戏
PlayStation Vita的游戏是不存在区域限制的，然而受各个国家监管政策的差异，在某些国家和地区仍存在限制：
 中国大陆：
1. 只允许使用中国大陆地区的PSN账号，而其他国家的PSN账号会被禁止登录。
2. 因为PS3主机并没有在中国大陆正式发行，因此执行备份和更新均未出现从PS3进行的选项。

## 發售日期
| 國家/地區 | 上市日期       | Wi-Fi機種首发價格 | 3G/Wi-Fi機種首发價格 | 附注                                             |
| --------- | -------------- | ----------------- | -------------------- | ------------------------------------------------ |
| 日本      | 2011年12月17日 | 24,980日圓        | 29,980日圓           |                                                  |
| 香港      | 2011年12月23日 | 2,280港元         | 2,780港元            |                                                  |
| 臺灣      | 2011年12月23日 | 8,980新台幣       | 10,980新台幣         |                                                  |
| 歐洲      | 2012年2月22日  | 249.99歐元        | 299.99歐元           |                                                  |
| 美国      | 2012年2月22日  | 249.99美元        | 299.99美元           |                                                  |
| 中国大陆  | 2015年3月20日  | 1,299人民币       | 未发售               | 内含8GB存储卡 首发版含《小小白日梦》游戏兑换代码 |

### 中国大陆
索尼于2014年召开发布会，宣布PlayStation Vita中国大陆版于2015年1月11日上市。但预定上市几天前，索尼中国突然声明上市时间推迟，且未给出原因及新上市时间。一时间舆论猜测纷纷，有评论认为是因名为「刘睿哲」的民众向北京市文化局官方网站对预定一同发售的PlayStation 4进行实名举报所致，甚至引發网友对当事人的声讨和人肉搜索；但亦有消息称延期仅与游戏审批受阻有关。2015年3月，随着PlayStation Vita首发游戏一一通过国家新闻出版广电总局审批，索尼中国重新宣布PlayStation Vita中国大陆版于2015年3月20日上市。经媒体测试，中国大陆版PS Vita可以运行中国大陆之外区域发行的实体版游戏，也可以下载海外游戏补丁及进行全球联机，但无法登录外服账号及下载外服游戏。

## 外部連結
- PlayStation Vita官方網站：
- PlayStation Vita官方網站 （页面存档备份，存于）（日語）
- PlayStation Vita亞洲官方網站 （页面存档备份，存于）（繁體中文）
- PlayStation Vita中國大陸官方網站 （页面存档备份，存于）（简体中文）